# 생물학적 과정
생물학적 과정(生物學的過程, 영어: biological process)은 생물이 살아가는 데 필요한 필수적인 과정이며, 생물이 환경과 상호작용하는 능력과 관련된다. 생물학적 과정은 생명 형태의 지속 및 변형과 관련된 많은 화학 반응 또는 기타 사건들로 구성된다. 물질대사와 항상성은 이러한 생물학적 과정의 예이다.
생물체 내의 생물학적 과정은 또한 생물학적 지표로 작용할 수 있다. 과학자들은 개체의 생물학적 과정을 관찰하여 환경 변화의 영향을 모니터링할 수 있다.

## 예
생물학적 과정의 조절은 어떤 과정이 그 빈도, 비율, 범위에서 조절될 때 일어난다. 생물학적 과정은 여러 수단들에 의해 조절된다. 이러한 조절의 예로는 유전자 발현의 조절, 단백질 변형 또는 단백질이나 기질 분자와의 상호작용 등이 있다.
- 항상성: 일정한 상태를 유지하기 위한 생물체의 내부 환경을 조절하는 과정이다. 예로는 체온 조절, 혈당량 조절, 삼투압 조절 등이 있다.
- 생명의 계층: 구조적으로 하나 이상의 세포로 구성되며, 세포는 생물의 구조적, 기능적 구성 단위이다.
- 물질대사: 화학 물질을 세포의 구성 요소로 변환(동화 작용)하거나 유기물을 분해(이화 작용)하여 에너지의 변화를 수반한 화학적 과정을 거친다. 생물은 내부 조직을 유지(항상성)하고 생명과 관련된 다른 현상을 일으키기 위해 에너지를 필요로 한다.
- 생장: 이화 작용보다 더 높은 비율의 동화 작용을 유지할 때 일어난다. 생장하는 생물은 단순히 물질을 축적하는 것이 아니라 모든 부분에서 크기가 커진다.
- 적응: 환경에 반응하여 시간이 지남에 따라 변화하는 능력이다. 이러한 능력은 진화 과정에서 기본적이며, 개체의 유전, 먹이, 외부 요인 등에 의해 결정된다.
- 자극에 대한 반응: 반응은 단세포 생물의 외부 화학 물질에 대한 수축에서 다세포 생물의 모든 감각을 포함하는 복잡한 반응에 이르기까지 다양한 형태를 취할 수 있다. 반응은 보통 움직임으로 표현된다. 예를 들어 태양을 향하는 식물의 잎(굴광성) 및 주화성 등이 있다.
- 생식: 한 부모로부터 무성생식의 방법 또는 두 부모로부터 유성생식의 방법으로 새로운 생물을 생성하는 능력이다.
- 생물학적 상호작용 (개체군 간의 상호작용 또는 개체군 내의 상호작용): 생물이 같은 종이나 다른 종의 생물 사이에서 관찰 가능한 영향을 미치는 과정이다.
- 또한: 세포 분화, 발효, 수정, 발아, 굴성, 잡종, 탈피, 형태 발생, 광합성, 증산 등이 있다.

## 같이 보기
- 화학적 과정
- 생명
- 유기 반응